# Rivas Dávila
Rivas Dávila est l'une des vingt-trois municipalités de l'État de Mérida au Venezuela. Son chef-lieu est Bailadores. En 2011, la population s'élève à 20 128 habitants.

## Géographie

### Subdivisions
La municipalité possède une seule paroisse civile et une parroquia capital, traduite ici par « capitale » (en italiques et suivie d'une astérisque) avec, chacune à sa tête, une capitale (entre parenthèses) :
- Capitale Rivas Dávila * (Bailadores) ;
- Gerónimo Maldonado (La Playa).